# Boniswil
Boniswil is een gemeente en plaats in het Zwitserse kanton Aargau en maakt deel uit van het district Lenzburg.
Boniswil telt 1.409 inwoners.

## Kernen in de gemeente
- Boniswil
- Alliswil